# Zerebelläre Abiotrophie
Zerebelläre Abiotrophie (engl. Cerebellar Abiotrophy, CA), auch als Zerebelläre Kortikale Abiotrophie (CCA) oder Kleinhirnatrophie bezeichnet, ist eine genetisch bedingte neurologische Erkrankung von Tieren, die gehäuft bei bestimmten Pferde- und Hunderassen auftritt. Bei dieser Erkrankung kommt es zu einem Absterben der Purkinjezellen im Kleinhirn. Die Erkrankung zeigt sich vor allem bei jungen Tieren in Form von Gleichgewichtsstörungen und motorischen Ausfällen.

## Betroffene Rassen
Betroffene Pferderassen sind Araber und ihre Kreuzungen, Miniatur-Pferde, die Gotland-Ponys und möglicherweise der Oldenburger. Unter den Haushunden kommt die Zerebelläre Abiotrophie vor allem beim Gordon Setter, Rauhhaarcollie, beim Berner Sennenhund, Kerry Blue Terrier und dem Brittany Spaniel vor. Weiterhin tritt die Erkrankung bei Siamkatzen, Angus-, Polled Hereford-, Charolais- und Holstein-Friesian-Rindern, Merino- und Wiltshire-Horn-Schafen sowie Yorkshire-Schweinen auf. 

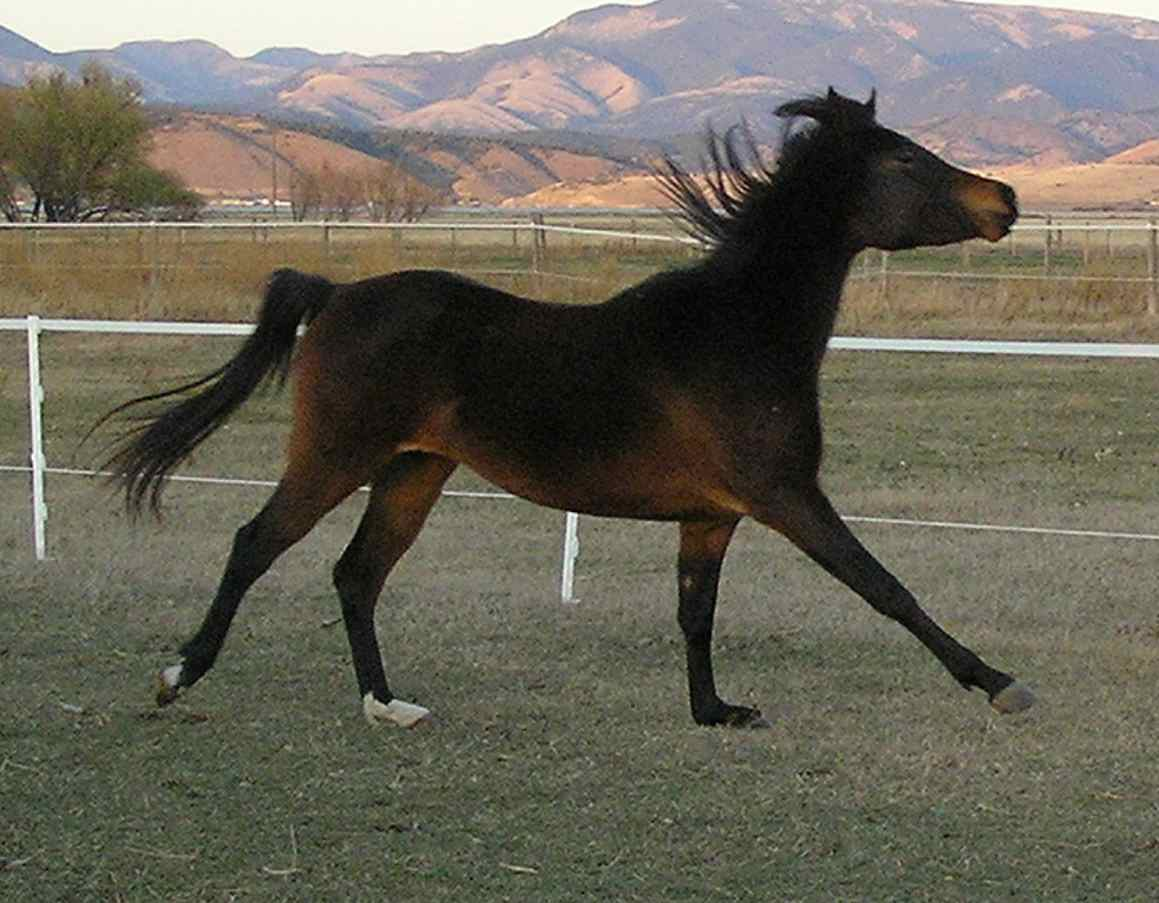
Steife oder überhöhte Gangart aus der Schulter in die Vorhand.

## Entstehung
Zerebelläre Abiotrophie entwickelt sich, wenn bestimmte Nervenzellen im Kleinhirn (die sogenannten Purkinjezellen) durch programmierten Zelltod absterben. Das Kleinhirn steuert alle Bewegungen; die Purkinjezellen beeinflussen besonders das Gleichgewicht, die Koordination und Feinmotorik und ermöglichen die Kommunikation zwischen den verschiedenen Schichten der Kleinhirnrinde. 

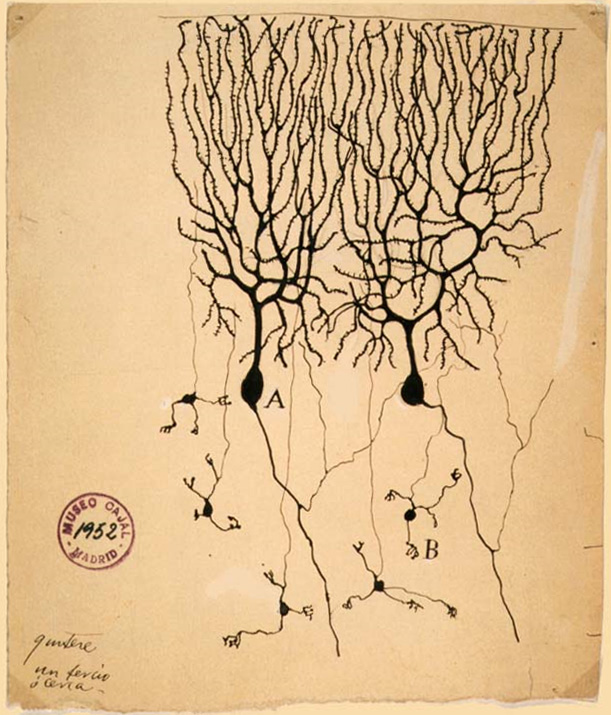
Purkinje-Zellen von Santiago Ramón y Cajal, 1899. Instituto Santiago Ramón y Cajal, Madrid, Spain.

Bei Pferden beginnen die Purkinjezelle in den meisten Fällen innerhalb der ersten 90 Tage nach der Geburt abzusterben. Die Erkrankung ist üblicherweise erkennbar, wenn das Fohlen jünger als sechs Monate ist. In manchen Fällen jedoch verläuft die Erkrankung so allmählich, dass Besitzer oder Pfleger kein Problem bemerken, bis das Pferd zwei oder drei Jahre alt ist. Die meisten solcher Fälle fallen dann auf, wenn das Absetzen Stress auslöst, oder wenn das Jungpferd in Show- oder weiterführendes Training gegeben wird. 
Zerebelläre Abiotrophie bei Pferden wurde ursprünglich als eine Form von Kleinhirn-Hypoplasie angesehen und wurde in älterer wissenschaftlicher Literatur entsprechend bezeichnet. Es gibt Krankheiten, die andere Formen zerebellärer Degeneration verursachen, doch der Verlust der Purkinje-Zellen ist ein eindeutiges Anzeichen für Zerebelläre Abiotrophie.

## Klinische Anzeichen (Symptome)
- Unkontrollierbare Bewegungen (Ataxie) oder Gleichgewichtsstörungen,
- unbeholfen weit gespreizte Vorderbeine mit nah beieinander stehenden Fesselgelenken,
- ein Zittern des Kopfes (Intentionstremor),
- Hyperaktivität,
- mangelnder Drohreflex
- drittes Augenlid (Nickhaut) zeigt verspätetes oder gar kein Zwinkern,
- steife oder überhöhte Gangart aus der Schulter in die Vorhand,
- grobes oder ruckartiges Kopfruckeln, wenn in Bewegung oder bei sehr jungen Tieren beim Versuch zu saugen,
- Stehen auf abgeknickten Hufen oder Versuche so zu gehen, manchmal auch mit überkreuzten Beinen,
- schlechte Tiefenwahrnehmung und allgemeine Unfähigkeit, Raum und Entfernung einzuschätzen.

In schwereren Fällen können Fohlen/Pferde Schwierigkeiten beim Aufstehen oder beim geradeaus Rückwärtsrichten haben. Enge Wendungen können zu Hinfallen oder seitwärts wegrutschenden Hinterbeinen führen. Betroffene Pferde sind anfällig für Unfälle, neigen dazu in feststehende Objekte zu rennen, fallen beim Steigen seitwärts und schlagen sich oft den Kopf an, was irrtümlich zum Eindruck führen kann, dass eine schwere Kopfverletzung die Ataxie verursacht habe. Das betroffene Pferd verfügt über normale Intelligenz, klare Sicht, guten Appetit und zeigt keine Muskelatrophie.
Betroffene Hunde sind zur Geburt vollkommen unauffällig. Erst nach Monaten oder gar Jahren entwickeln sich schleichend Bewegungsstörungen, nämlich dann, wenn entsprechend viele Purkinjezellen abgestorben sind.

## Erbgang
Bei Pferden wird Zerebelläre Abiotrophie monogen autosomal rezessiv vererbt. Pferde, die nur eine Kopie des Genes tragen, können es an ihre Nachkommen weiter vererben, aber sie selbst sind ohne jegliche klinische Anzeichen der Erkrankung.

## Forschung
Die genetische Basis von CA wird zurzeit am Veterinary Genetics Laboratory der University of California, Davis untersucht. Während die spezifische CA-verursachende Mutation noch unbekannt ist, wurde eine Gruppe benachbarter genetischer Marker identifiziert, die als DNA-Test für CA verwendet werden können. Züchter, die ihre Pferde vor der Anpaarung testen wollen, können den CA Test verwenden, um die Verpaarung zweier Träger zu vermeiden. 
Ergebnisse des Tests werden wie folgt angezeigt: 
- N/N: Normal. Pferd besitzt keine mit CA verbundenen Marker.
- N /CA: Träger (1 Kopie des CA-Allels). Pferd hat mit CA verbundenen Marker und wird als phänotypisch normal und als Träger des Krankheits-Allels betrachtet.
- CA/CA: betroffen (2 Kopien des CA-Allels).